# Saintpauliopsis
Saintpauliopsis là chi thực vật có hoa trong họ Acanthaceae.

## Các loài
- Saintpauliopsis lebrunii Staner,1934: Burundi, Gabon, Madagascar, Rwanda, Tanzania, Cộng hòa Dân chủ Congo.

## Phát sinh chủng loài
Saintpauliopsis có quan hệ họ hàng gần nhất với Anisosepalum. Chúng tạo thành nhánh chị-em với Staurogyne nghĩa rộng.